# Лончкі (Мазовецьке воєводство)
Лончкі (пол. Łączki) — село в Польщі, у гміні Лисе Остроленцького повіту Мазовецького воєводства.
Населення — 506 осіб (2011).
У 1975-1998 роках село належало до Остроленцького воєводства.

## Демографія
Демографічна структура станом на 31 березня 2011 року:
|          | Загалом | Допрацездатний вік | Працездатний вік | Постпрацездатний вік |
| -------- | ------- | ------------------ | ---------------- | -------------------- |
| Чоловіки | 270     | 69                 | 175              | 26                   |
| Жінки    | 236     | 66                 | 122              | 48                   |
| Разом    | 506     | 135                | 297              | 74                   |